# Qian Sanqiang

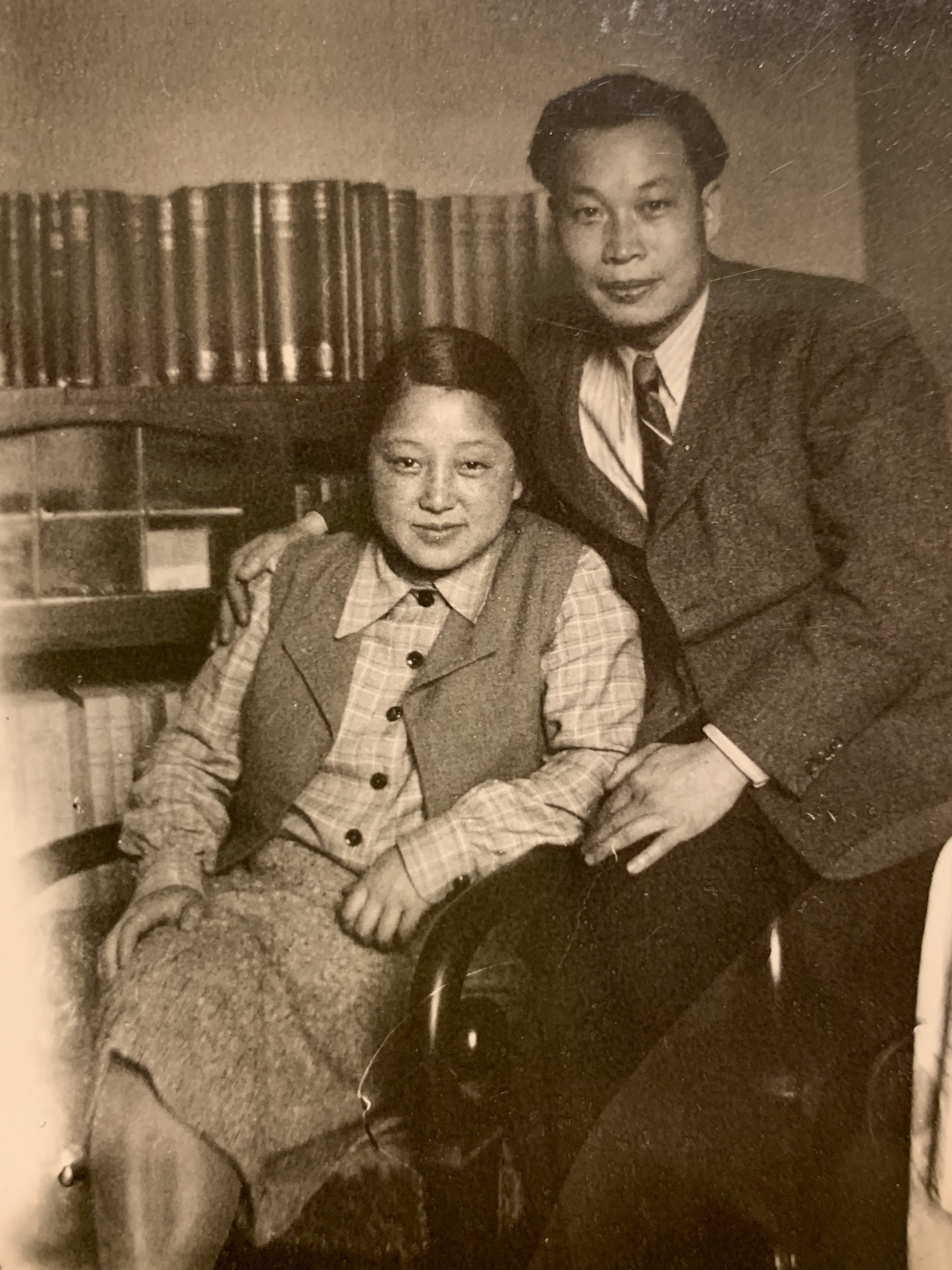
Qian Sanqiang et la physicienne He Zehui à Paris, peu après leur mariage, en 1947.

Qian Sanqiang (  chinois simplifié : 钱三强 ; chinois traditionnel : 錢三強 ; 16 octobre 1913 - 28 juin 1992), également connu sous le nom de Tsien San-Tsiang, est un physicien nucléaire chinois qui a été l'un des principaux artisans du programme Deux bombes, un satellite. En raison de son rôle central dans le développement de l'industrie nucléaire chinoise et de son programme d'armement nucléaire, il est considéré comme le « père de la bombe atomique chinoise »,.

## Biographie

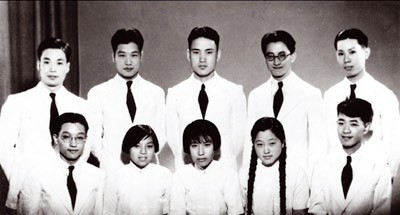
La classe de 1936 du département de physique de l'Université Tsinghua. He Zehui (Ho Zah-wei) est au premier plan, deuxième à partir de la droite ; Qian Sanqiang est à l'arrière, à l'extrême gauche.

Originaire de Huzhou, dans la province du Zhejiang, en Chine, Qian est né à Shaoxing. Il est le fils de Qian Xuantong, un érudit, linguiste et espérantiste.
Qian  étudie à l'Université de Pékin puis à l'Université Tsinghua, dont il sort diplômé en 1936, de même que sa future épouse He Zehui. Qian séjourne en France à partir de 1937. Il étudie au Collège de Sorbonne ainsi qu'au Collège de France, effectuant son travail de recherche sous la direction de Frédéric Joliot-Curie et Irène Joliot-Curie. Il obtient le doctorat français en 1940.
Qian retourne en Chine en 1948 avec sa femme, la physicienne nucléaire He Zehui. Il obtient un poste de professeur à l'Université Tsinghua et fonde en 1950 l'Institut de physique moderne de l'Académie chinoise des sciences (CAS), aujourd'hui connu sous le nom d'Institut chinois de l'énergie atomique.
En 1954, il rejoint le Parti communiste chinois. Il a été successivement directeur de l'Institut de physique moderne de l'Académie chinoise des sciences, vice-ministre du deuxième ministère de la construction de machines, vice-président de l'Académie chinoise des sciences et président honoraire de l'Association chinoise pour la science et la technologie.
Qian a joué un rôle majeur dans le développement de la physique nucléaire en République populaire de Chine et la mise en point des bombes A et H  dans le cadre du programme « Deux bombes, un satellite ».
Pendant la Révolution culturelle, Qian est envoyé à la campagne pour une « rééducation socialiste », en raison de soupçons suscités par sa participation à une délégation du gouvernement nationaliste du Kuomintang lors d'une conférence de l'UNESCO, en 1946.
Après la fin de la Révolution culturelle, Qian est nommé membre de l'Académie chinoise des sciences. Il est également autorisé à reprendre son travail dans l'industrie de l'énergie atomique.